# Гвоздансько
Гвоздансько (хорв. Gvozdansko, серб. Гвозданско) — село в центральній Хорватії, у Сісацько-Мославінській жупанії. Адміністративно підпорядковується громаді Двор. Лежить на півдорозі між Глиною та Двором. Перепис 2011 року засвідчив, що в селі проживало 42 жителі.
Над селом височать залишки хорватського замку, побудованого хорватськими вельможами роду Зринських у XV столітті.

## Історія
Згадується у 1488 році як володіння сім'ї Зринських. Засновану ще 1334 року Гвозданську парафію було відновлено в 1769 році. Гвоздансько було важливим стратегічним оборонним пунктом, щитом проти турецько-власької навали зі сходу. З 1571 по 1577 роки турецькі загарбники, підсилені влахами, вчинили чотири безуспішні напади на цей стародавній форт, трьомстам оборонцям якого (50 воякам Зринських і 250 селянам, рудокопам і жінкам із дітьми) щоразу вдавалося вистояти. Коли 20 жовтня 1577 впало поблизьке рідне місто Ніколи Шубича-Зринського, фортеця Зрин, Гвоздансько залишилося єдиною перепоною на шляху турків у середину Хорватії і далі в Європу. Тільки після п'ятимісячної облоги 13 січня 1578 10-тисячне османське військо захопило укріплення. Вражений стійкістю знеможених без їжі, води та дров для обігріву, але так і не переможених оборонців замку командир турецького війська Ферхад-паша розпорядився знайти католицького священика, щоб поховати мертвих захисників за християнським звичаєм з військовими почестями.
Переживши турецьке ярмо, хорватські католики 1796 року відновили місцеву церкву Св. Пилипа і Якова. Про героїчну оборону Гвозданського замку хорватський політик і письменник Анте Тресич Павичич у 1937—1940 рр. написав поетичний епос.
У Другу світову війну село стало місцем масового вбивства, скоєного проти місцевих хорватів «антифашистами» у 1941 році. Тоді було спалено церкву Св. Пилипа і Якова, яку було відбудовано тільки в 1963 році, а потім знову зруйновано 1991 року, коли на село напали «четники», вбивши трьох місцевих хорватів.

## Населення
Населення за даними перепису 2011 року становило 42 осіб.
Динаміка чисельності населення поселення:

## Клімат
Середня річна температура становить 10,77 °C, середня максимальна – 25,60 °C, а середня мінімальна – -6,51 °C. Середня річна кількість опадів – 1070 мм.
| Клімат поселення                              | Клімат поселення | Клімат поселення | Клімат поселення | Клімат поселення | Клімат поселення | Клімат поселення | Клімат поселення | Клімат поселення | Клімат поселення | Клімат поселення | Клімат поселення | Клімат поселення | Клімат поселення |
| Показник                                      | Січ.             | Лют.             | Бер.             | Квіт.            | Трав.            | Черв.            | Лип.             | Серп.            | Вер.             | Жовт.            | Лист.            | Груд.            |                  |
| Середній максимум, °C                         | 7,36             | 9,39             | 13,84            | 17,82            | 22,38            | 25,60            | 24,78            | 24,09            | 20,51            | 15,44            | 9,98             | 5,86             |                  |
| Середня температура, °C                       | 0,43             | 2,45             | 6,91             | 10,87            | 15,44            | 18,65            | 20,43            | 19,74            | 16,14            | 11,07            | 5,62             | 1,50             |                  |
| Середній мінімум, °C                          | −6,51            | −4,48            | −0,04            | 3,94             | 8,50             | 11,72            | 16,06            | 15,38            | 11,79            | 6,72             | 1,26             | −2,87            |                  |
| Норма опадів, мм                              | 68               | 67               | 75               | 91               | 92               | 97               | 93               | 91               | 97               | 102              | 110              | 87               |                  |
| Середньомісячна швидкість вітру, м/с          | 1.50             | 1.68             | 2.04             | 2.00             | 1.80             | 1.66             | 1.60             | 1.50             | 1.47             | 1.51             | 1.57             | 1.60             |                  |
| Середньомісячна сонячна радіація, кДж/м²·день | 4334             | 7173             | 10880            | 15301            | 19510            | 21701            | 22815            | 19952            | 14684            | 9139             | 4846             | 3598             |                  |
| --------------------------------------------- | ---------------- | ---------------- | ---------------- | ---------------- | ---------------- | ---------------- | ---------------- | ---------------- | ---------------- | ---------------- | ---------------- | ---------------- | ---------------- |
| Джерело:                                      |                  |                  |                  |                  |                  |                  |                  |                  |                  |                  |                  |                  |                  |